# Слобозия (Молдова)
Вижте пояснителната страница за други значения на Слобозия.
Слобозия (на молдовски: Slobozia; на руски: Слободзея; на украински: Слободзея) е град в югоизточната част на Молдова, в състава на непризнатата република Приднестровие. Административен център на Слобозийки район. Населението му според оценки на Държавната статистическа служба на Приднестровието през 2014 г. е 14 618 души.

## Население
Население на града според преброяванията през годините:
- 19 040 (1989)

Население на града според оценки на Държавната статистическа служба на Приднестровието през годините:
- 16 062 (2004)
- 14 618 (2014)

### Етнически състав
Преброяване на населението през 2004 г.
Численост и дял на етническите групи според преброяването на населението през 2004 г.:
|          | Численост | Дял (в %) |
| Общо     | 16 062    | 100.00    |
| Молдовци | 7315      | 45.54     |
| Руснаци  | 6507      | 40.51     |
| Украинци | 1696      | 10.55     |
| Гагаузи  | 97        | 0.60      |
| Българи  | 94        | 0.58      |
| Германци | 72        | 0.44      |
| Беларуси | 61        | 0.37      |
| Евреи    | 3         | 0.01      |
| Други    | 217       | 1.35      |